# Action du 22 septembre 1914
 (septembre 2024).
Si vous disposez d'ouvrages ou d'articles de référence ou si vous connaissez des sites web de qualité traitant du thème abordé ici, merci de compléter l'article en donnant les références utiles à sa vérifiabilité et en les liant à la section « Notes et références ».
Première Guerre mondiale
Batailles
- Blocus allié de l'Allemagne
- Odensholm (08-1914)
- 1re Heligoland (08-1914)
- Action du 22 septembre 1914
- Falklands (12-1914)
- Dogger Bank (01-1915)
- Gotland (07-1915)
- Golfe de Riga (08-1915)
- Yarmouth et Lowestoft (04-1916)
- Jutland (05-1916)
- Funchal (12-1916)
- Combat entre le Leopard et le HMS Achilles
- Pas-de-Calais (04-1917)
- Combat entre le HMAS Sydney et le LZ92
- Détroit de Muhu (10-1917)
- 2e Heligoland (11-1917)
- Croisière de glace (02/03-1918)
- Zeebruges (04-1918)
- 1er Ostende (04-1918)
- 2e Ostende (05-1918)
- Sabordage allemand à Scapa Flow (06-1919)

Bataille de la mer Noire
- 12 octobre 1914
- Odessa (10-1914)
- Novorossiisk
- Feodosia
- Cap Sarytch
- île Kirpen (1re)
- île Kirpen (2e)

Front d'Europe de l'Ouest
Front italien
Front d'Europe de l'Est
Front des Balkans
Front africain
Front du Moyen-Orient
L'action du 22 septembre 1914 est une attaque de croiseurs britanniques par le sous-marin allemand SM U-9, pendant la Première Guerre mondiale. Trois croiseurs obsolètes de la Royal Navy du 7th Cruiser Squadron (en) (parfois appelés sarcastiquement : Live Bait Squadron, escadre des appâts vivants) dont les équipages sont constitués principalement de réservistes, sont coulés par l'U-9 lors d'une patrouille dans le sud de la Mer du Nord.
Des navires neutres et des chalutiers à proximité portent secours aux survivants. Environ 1 450 marins britanniques sont tués, dont beaucoup de pères de famille. Il y eut un tollé public en Grande-Bretagne à la suite de ces pertes. Ces naufrages érodèrent la confiance dans le gouvernement britannique et nuisirent à la réputation de la Royal Navy alors que de nombreux pays n'étaient toujours pas sûrs de prendre parti dans la guerre.

## Contexte
Les croiseurs britanniques font partie de la Southern Force dirigée par le contre-amiral Arthur Christian. Elle est composée du navire amiral Euryalus, du croiseur léger Amethyst et du 7th Cruiser Squadron (7th CS, également connu sous le nom de Cruiser Squadron C, sous le commandement du contre-amiral HH Campbell, surnommé l'appât), comprenant les croiseurs cuirassés de classe Cressy HMS Bacchante, Aboukir, Hogue, Cressy et Euryalus, les 1re et 3e flottilles de destroyers, dix sous-marins de la 8e flottille d'outre-mer et le croiseur éclaireur de la classe Active, le Fearless. Cette force maritime patrouille en mer du Nord, soutenue par des destroyers et par des sous-marins de la Force de Harwich pour interdire toute incursion de la Marine impériale allemande dans la Manche.
Des inquiétudes avaient été exprimées quant à la vulnérabilité des navires britanniques face aux croiseurs allemands modernes. Les ordres de guerre du 28 juillet 1914, reflétaient les hypothèses d'avant-guerre, supposant des attaques par des destroyers adverses plutôt que par des sous-marins. Les Britanniques  patrouillaient  "au sud du 54e parallèle, à l'abri des torpilleurs et des destroyers ennemis", protégés par la Cruiser Force C pendant la journée. La patrouille de la Force Harwich gardait le Dogger Bank et les Broad Fourteens plus au sud. Les croiseurs étaient plutôt au nord, plus près du Dogger Bank et naviguaient vers le sud la nuit. Les croiseurs se sont déplacés vers le Broad Fourteens pour renforcer le quatrième croiseur lors des mouvements de troupes de la Grande-Bretagne vers la France. En se dirigeant vers le sud, les navires se sont rapprochés des bases allemandes, devenant ainsi davantage vulnérables aux attaques sous-marines.

## Prélude

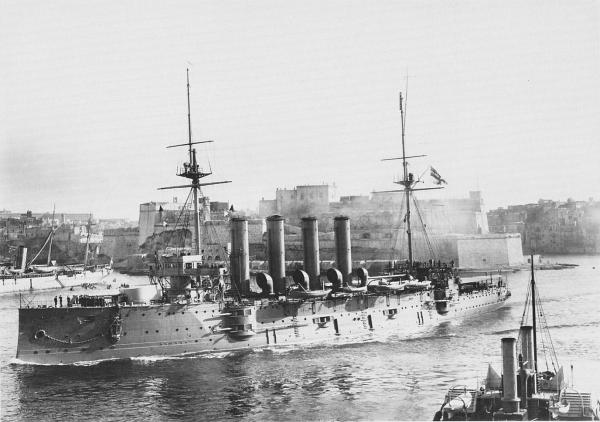
HMS Aboukir

Le 16 septembre, le contre-amiral Christian, autorisé à garder deux croiseurs au nord et un au Broad Fourteens, les maintient ensemble dans une position centrale afin de soutenir des opérations dans les deux secteurs. Le lendemain, les escortes composées de destroyers s'éloignent à cause du très mauvais temps ; il n'y a plus de patrouille. L'Amirauté ordonne aux navires d'annuler la Dogger Patrol et de couvrir les Broad Fourteens jusqu'à ce que le temps se calme. Le 20 septembre, le croiseur-cuirassé Euryalus rentre au port pour ravitailler et le 22 septembre, les navires Aboukir, Hogue et Cressy patrouillent sous le commandement du capitaine Drummond de l'Aboukir.
Du côté allemand, les U-Boote ont jusqu'alors été employés prudemment par la Marine impériale. Au cours des six premières semaines de la guerre, la force sous-marine a envoyé dix bâtiments, sans couler aucun navire ennemi mais a perdu deux sous-marins. Le matin du 22 septembre, l'Unterseeboot 9 (U-9) (Kapitänleutnant Otto Weddigen) traverse les Broad Fourteens après avoir manqué son objectif initial, son compas étant déréglé. Il repère les navires Aboukir, Hogue et Cressy, navigant en formation triangulaire.

## Attaque des croiseurs britanniques
À 6 h[Quand ?], le 22 septembre, le temps se calme et les navires britanniques patrouillent à 19 km/h, suivant le même cap à 3,7 km les uns des autres. Des vigies sont à l'affût des périscopes ou de sous-marins en surface. Un canon de chaque côté de chaque navire est armé. De son côté, l'U-9 a reçu l'ordre initial d'attaquer les transports britanniques au bateau-phare d'Ostende. Il a été contraint de plonger et de s'abriter de la tempête. Croisant en surface, il a repéré les navires britanniques et s'est déplacé pour attaquer. À 6 h 20, l'U-9 tire une torpille contre le navire central à la distance de 550 yd (502,92 m), qui atteint l'Aboukir à tribord. L'explosion atteinte la salle des machines et le navire n'est plus manœuvrable. Aucun sous-marin n'ayant été aperçu, le capitaine Drummond suppose que son navire a heurté une mine marine. Il ordonne aux deux autres croiseurs de se rapprocher pour lui porter secours. Après vingt-cinq minutes, l'Aboukir chavire puis coule cinq minutes plus tard. Une seule embarcation de sauvetage a pu être lancée, en raison des dommages causés par l'explosion et de la défaillance des treuils à vapeur nécessaires pour mettre les chaloupes à la mer.

Diagramme de l'attaque du 22 septembre 1914

Après sa première attaque, l'U-9 revient à profondeur périscopique. Il observe les deux croiseurs britanniques occupés au sauvetage des hommes de l'Aboukir en perdition. Le capitaine Otto Weddigen et son second Johannes Spieß lancent deux autres torpilles par les tubes avant, contre le croiseur cuirassé Hogue, à 300 yd (274,32 m) de distance. Alors que les torpilles quittent le sous-marin, sa superstructure sort de l'eau et est repérée par le Hogue. Les artilleurs britanniques ouvrent le feu avant que le sous-marin ne plonge. Les deux torpilles frappent le Hogue et, en cinq minutes, le capitaine Wilmot Nicholson donne l'ordre d'abandonner le navire ; après dix minutes, celui-ci chavire avant de couler à 7 h 15. Pendant ce temps, les observateurs du Cressy ont vu le sous-marin, leur navire a ouvert le feu  sur lui et fait une tentative ratée d'éperonnage. À la suite de cet échec et devant l'urgence de la situation, le Cressy retourne récupérer les survivants des deux autres navires coulés.
À 7 h 20, l'U-9 pivote et envoie deux torpilles vers le Cressy depuis ses deux tubes lance-torpilles arrière à la distance de 1 000 yd (914,4 m). Une torpille manque sa cible, l'autre touche par tribord le Cressy vers 7 h 25. Le sous-marin refait demi-tour et tire sa torpille restante à 550 yd (502,92 m). Elle atteint le Cressy par bâbord à 7 h 30. Le navire chavire à tribord et flotte à l'envers jusqu'à 7 h 55.
Deux chalutiers néerlandais (neutres) à proximité refusent de se rapprocher du Cressy, leur capitaine craignant pour leur sécurité,. Des appels de détresse sont reçus par le commodore Tyrwhitt, qui, avec l'escadron de destroyers, est déjà en mer pour rejoindre les croiseurs. Le temps s'est amélioré. À 8 h 30, le vapeur néerlandais Flora s'approche après avoir vu les naufrages et sauve 286 hommes. Un deuxième bateau à vapeur, le Titan, en secourt 147. D'autres naufragés sont repêchés par deux chalutiers à voiles, les Lowestoft, Coriander et JGC, avant l'arrivée des destroyers à 10 h 47. Ces hommes sont secourus alors que 1 397 hommes et 62 des officiers - pour la plupart à temps partiel de la Royal Naval Reserve, dont Robert Johnson, le capitaine du Cressy, ont été tués. Les destroyers recherchent le sous-marin, que ses manœuvres ont épuisé en énergie électrique (la vitesse maximale de ce sous-marin est de 15 km/h en plongée, son autonomie à 9,3 km/h était d'environ 148 km). Poursuivi, le sous-marin a plongé et s'est immobilisé au fond pour la nuit avant de rentrer à sa base de Jade, le lendemain.

## Conséquences

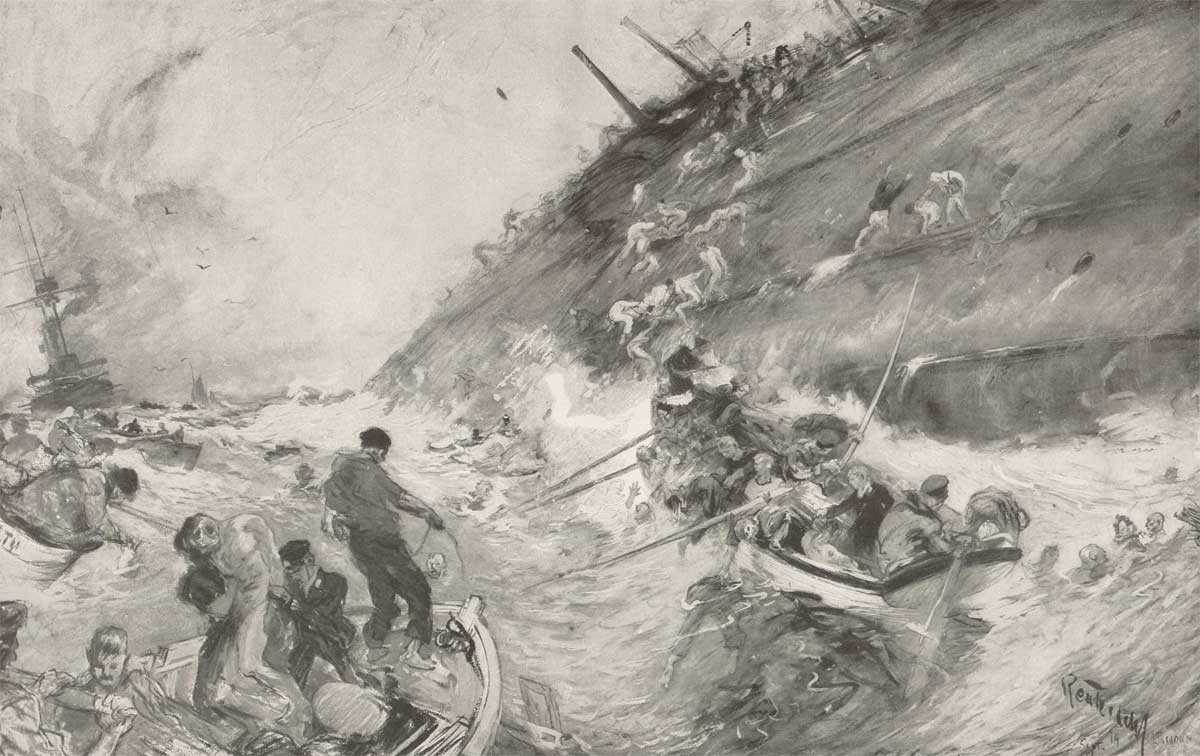
Dessin représentant le naufrage du Cressy (Henry Reuterdahl)

Cette catastrophe a ébranlé la confiance des Britanniques dans la Royal Navy et de l'opinion internationale au sujet de la Grande-Bretagne. Des croiseurs de la Royal Navy sont retirés de leurs fonctions de patrouille. Le contre-amiral Christian est réprimandé et le capitaine Drummond est critiqué, après enquête, pour ne pas avoir pris les précautions de lutte anti-sous-marine ordonnées par l'Amirauté. Il est cependant félicité pour sa conduite pendant l'attaque.
Les vingt-huit officiers et les 258 autres marins secourus par le Flora sont débarqués à IJmuiden et rapatriés le 26 septembre.
Wenman "Kit" Wykeham-Musgrave (1899–1989) a survécu au torpillage. Sa fille se souvient :
« He went overboard when the Aboukir was going down and he swam like mad to get away from the suction. He was then just getting on board the Hogue and she was torpedoed. He then went and swam to the Cressy and she was also torpedoed. He eventually found a bit of driftwood, became unconscious and was eventually picked up by a Dutch trawler » (« Il est passé par-dessus bord lorsque l'Aboukir a sombré et il a nagé comme un fou pour échapper à l'aspiration. Il est alors monté à bord du Hogue, qui a été torpillé. Il a ensuite nagé jusqu'au Cressy, qui a également été torpillé. Il a fini par trouver un morceau de bois flotté, a perdu connaissance et a finalement été récupéré par un chalutier néerlandais »).
Wykeham-Musgrave a survécu à la guerre de 1914-18 et a rejoint la Royal Navy dès le début de la Seconde Guerre Mondiale, atteignant le rang de commandant.
Le capitaine allemand Otto Weddigen et son équipage sont accueillis en héros. Le capitaine Weddigen a reçu la Croix de fer de 1re classe et chaque marin de l'équipage a reçu la Croix de fer de 2e classe.
Le naufrage des trois navires a fait prendre conscience à l'Amirauté britannique du danger constitué par les sous-marins. Le commandant Dudley Pound, servant dans la Grande Flotte en tant que commandant à bord du cuirassé St. Vincent (qui devint le First Sea Lord), écrit dans son journal le 24 septembre :
« Much as one regrets the loss of life one cannot help thinking that it is a useful warning to us — we had almost begun to consider the German submarines as no good and our awakening which had to come sooner or later and it might have been accompanied by the loss of some of our Battle Fleet » (« Bien que l'on regrette les pertes de vies humaines, on ne peut s'empêcher de penser qu'il s'agit d'un avertissement utile pour nous - nous avions presque commencé à considérer les sous-marins allemands comme ne valant rien et notre réveil qui devait se produire tôt ou tard aurait pu s'accompagner de la perte d'une partie de notre flotte de combat »).
En 1954, le gouvernement britannique a vendu les droits de renflouement des navires, et les travaux ont commencé en 2011.

## Ordre de bataille

### Marine royale
- HMS Aboukir, croiseur cuirassé et navire amiral
- HMS Hogue, croiseur cuirassé
- HMS Cressy, croiseur cuirassé.

### Marine allemande
- SM U-9, sous-marin.

### Note
1. ↑  Selon G. H. Collier, le chapelain du Cressy relate qu'un des chalutiers avait été touché à la poupe et incendié par le canon de 9,2 pouces[7].